# 荒川 (福島県)
荒川（あらかわ）は、福島県福島市を流れる阿武隈川水系の一級河川である。

## 地理

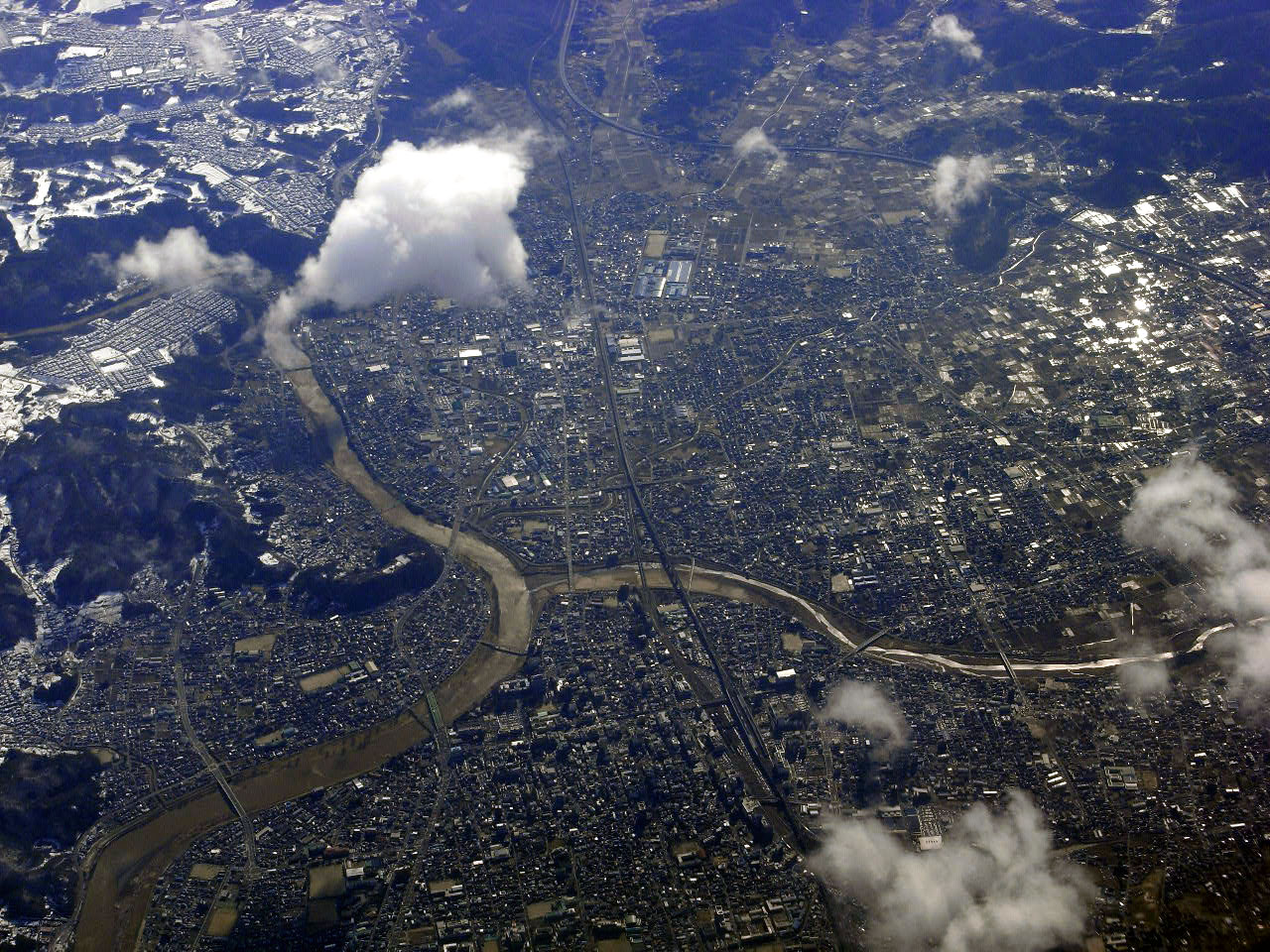
荒川と阿武隈川合流部付近

吾妻連峰高山の西に位置する鳥子平に源を発する。一切経山や東吾妻山、鉄山といった福島盆地西側の山々を水源とする支流を合わせ、福島市御倉町で阿武隈川に合流する。
福島市中心部の住民にとって最も身近な存在の川であり、流域には水林自然林（荒井）、荒川桜づつみ河川公園（八木田、仁井田）、荒川運動公園（須川町、矢剣町、清明町等）と、憩いのスペースが多くあり、秋季には芋煮会で賑わう。
現在の須川合流点から阿武隈川合流点までの区間について、左岸に住む者が、須川と呼称することがよくある。これは以前この区間は須川単独の流路であり、荒川は別の流路であった為である。現在でも左岸に須川町という町名が存在する。

## 治水
名の通り、昔から暴れ川として有名であった。度々洪水を起こし、流路の変更を繰り返した。現在の分流である大森川の流路が以前の本川である。特に土湯温泉町周辺は急峻な谷を流れるため土石流の被害も多く、1900年（明治33年）に福島県が山腹工事を実施、1936年（昭和11年）に国直轄施工区域になり、荒川第一砂防堰堤工事が行われた。しかしその後も河川氾濫は続き（8.5水害では市内中心部が水没した）、2004年（平成16年）に大改修が行われ、荒川本川に13基、支川の東鴉川に13基、塩の川に5基、その他あわせ計30基の砂防堰堤、床固堰堤が作られた。現在は荒川遊砂地が作られている。
以下の歴史的河川施設が荒川流域治水・砂防事業として2007年度土木学会選奨土木遺産を受賞した。
- 砂防堰堤群
- 地蔵原堰堤
- 川上第一堰堤
- 床固工群
- 水防林・霞堤群

2008年（平成20年）には、荒川第一堰堤他14基が、「国土の歴史的景観に寄与している」治山治水施設として国の登録有形文化財に登録された。

## 水質
国土交通省河川ランキング（BOD値による河川平均水質）において、2007年（平成19年）に北海道の 尻別川等の6つの河川と共に日本一と評価された。また2010年から2021年にかけて12年連続で第一位の水質を誇り、10年以上連続しての選出は、本州では唯一、全国でも2河川のみ（荒川：福島県、川辺川：熊本県）である。2008年（平成20年）には環境省による平成の名水百選に選定された。

## 支流
- 西鴉川
- 東鴉川
- 産ヶ沢
- 塩ノ川
- 須川
  - 不動沢
  - 天戸川
    - 徳沢
    - 水沢

  - 白津川
  - 鍛冶屋川

## 橋梁
下流より記載
- 信夫橋 - 福島県道148号水原福島線
- 須川橋梁 - JR東日本東北本線
- 須川橋梁 - JR東日本東北新幹線
- あづま橋 - 福島市道53号方木田太田町線
- 八木田橋 - 福島県道126号福島微温湯線
- 上八木田橋 - 福島市道27号方木田茶屋下線
- 西大橋 - 国道13号福島西道路
- 仁井田橋 - 福島県道126号福島微温湯線
- 福島荒川橋 - 東北自動車道
- 仁井田水管橋 - 水道橋
- さくら橋 - 福島市道17号鳥川大笹生線
- 日の倉橋 - 福島県道5号上名倉飯坂伊達線
- 荒川橋 - 福島市道39号足王前地蔵原線
- あづま公園橋 - 福島市道30341号荒井あづま公園線
- 小富士橋 - 福島市道39号足王前地蔵原線 福島西部広域農道
- 早乙女橋 - 福島市道30204号坂ノ上下ノ町線
- 月の湯橋 - 福島市道30204号坂ノ上下ノ町線
- 荒川大橋 - 福島市道152号上ノ町大岩線
- 山水橋 - 私道
- 上荒川橋 - 福島市道152号上ノ町大岩線

東鴉川
- 東吾妻橋（福島県道52号土湯温泉線）

## ギャラリー

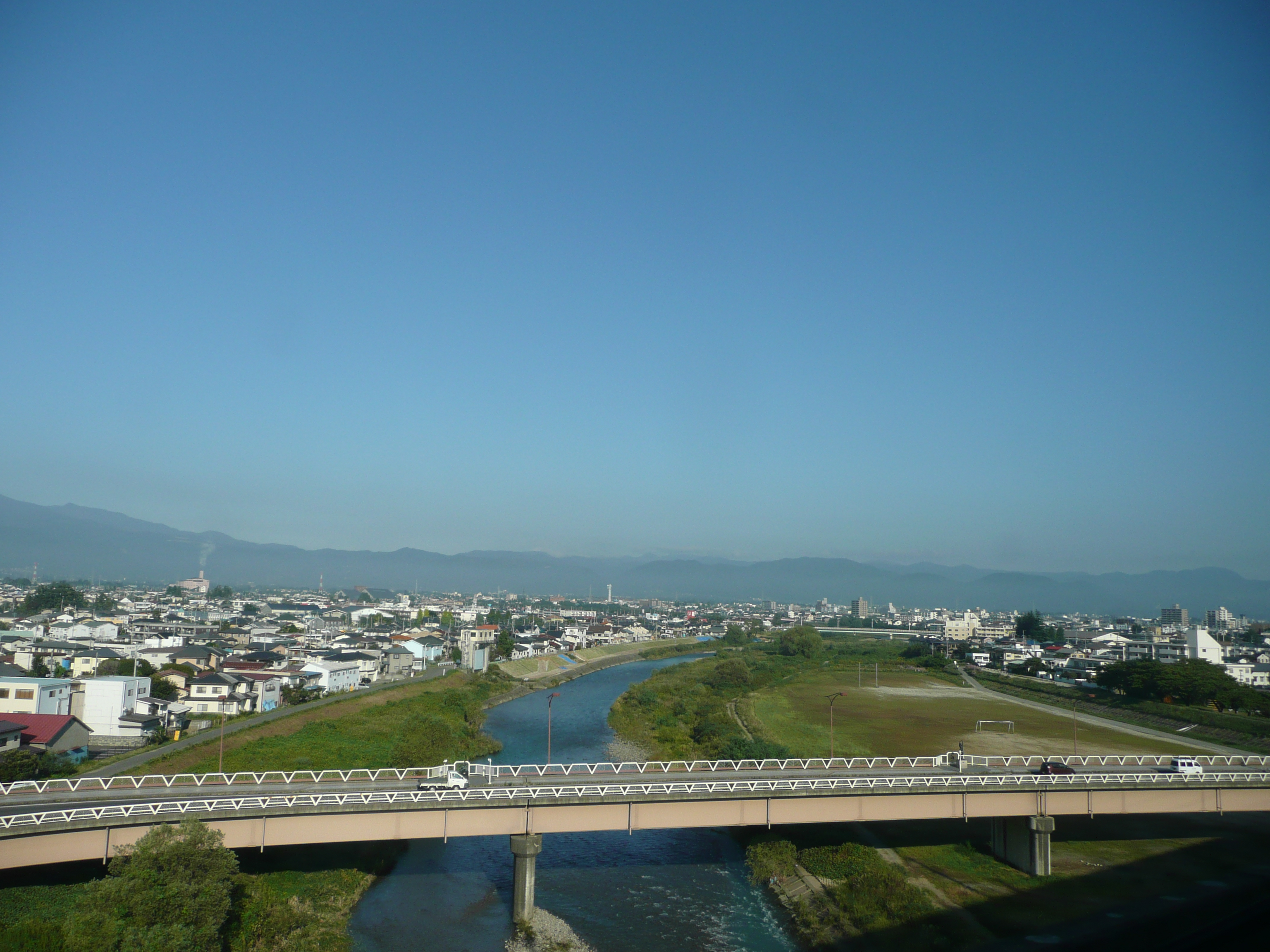
東北新幹線から撮影した福島市街地の荒川。手前はあづま橋 (2010年10月)
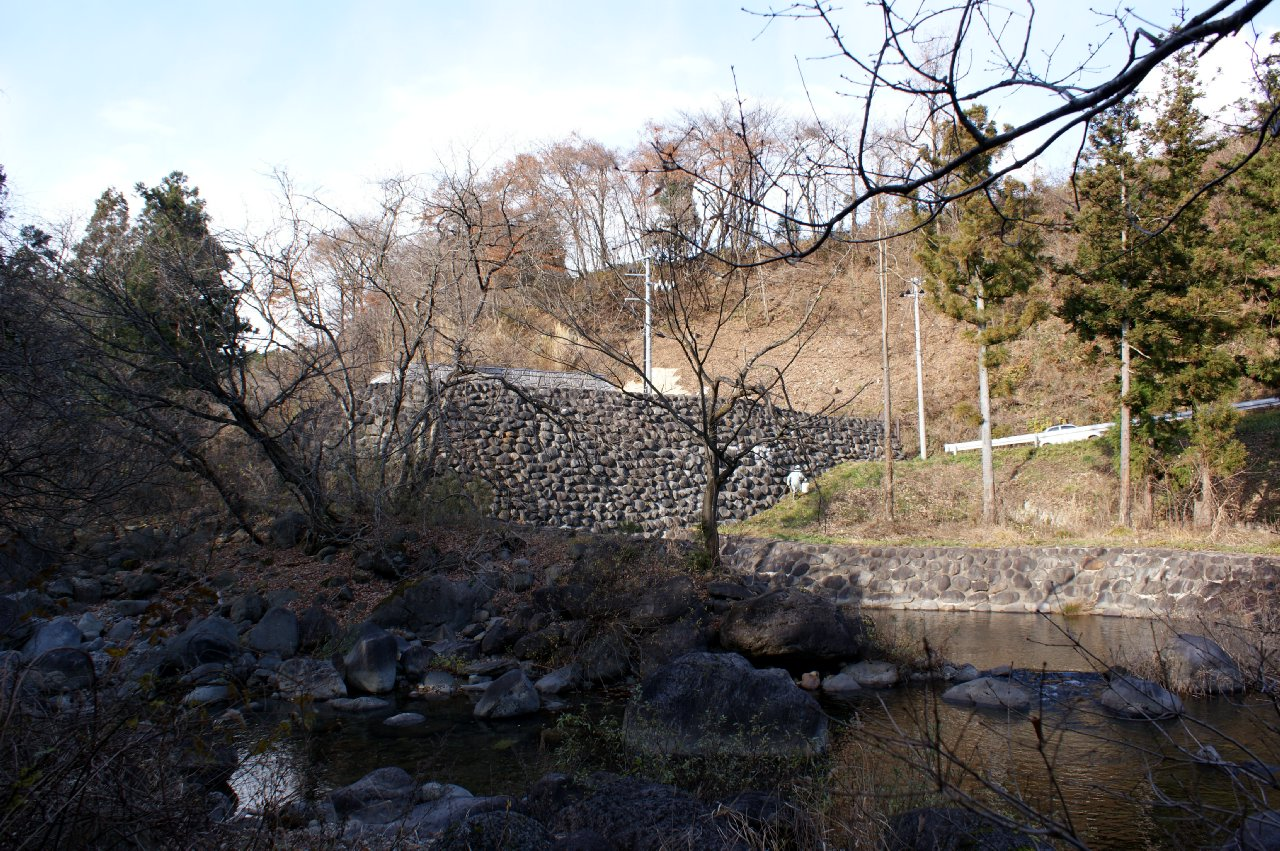
支流天戸川と庭坂発電所
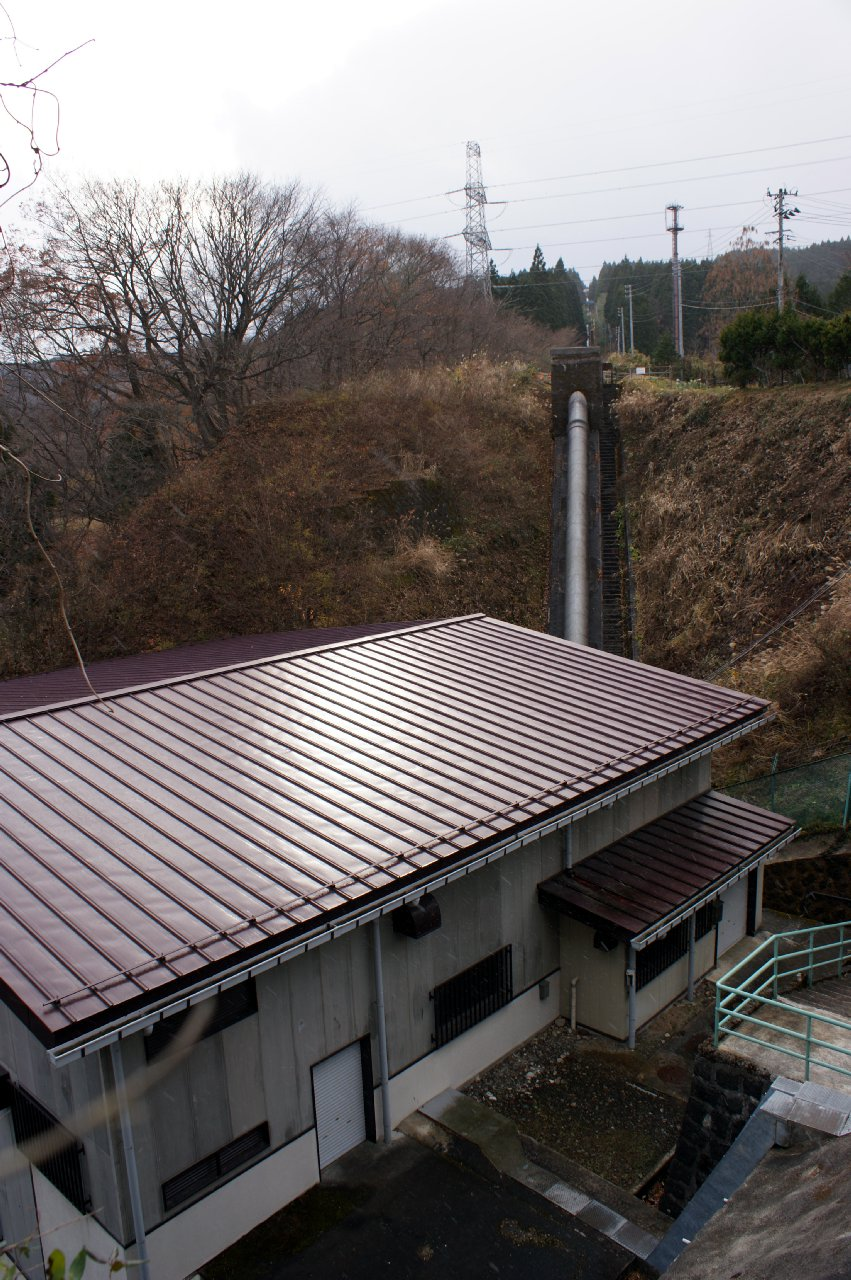
荒川上流の荒川発電所
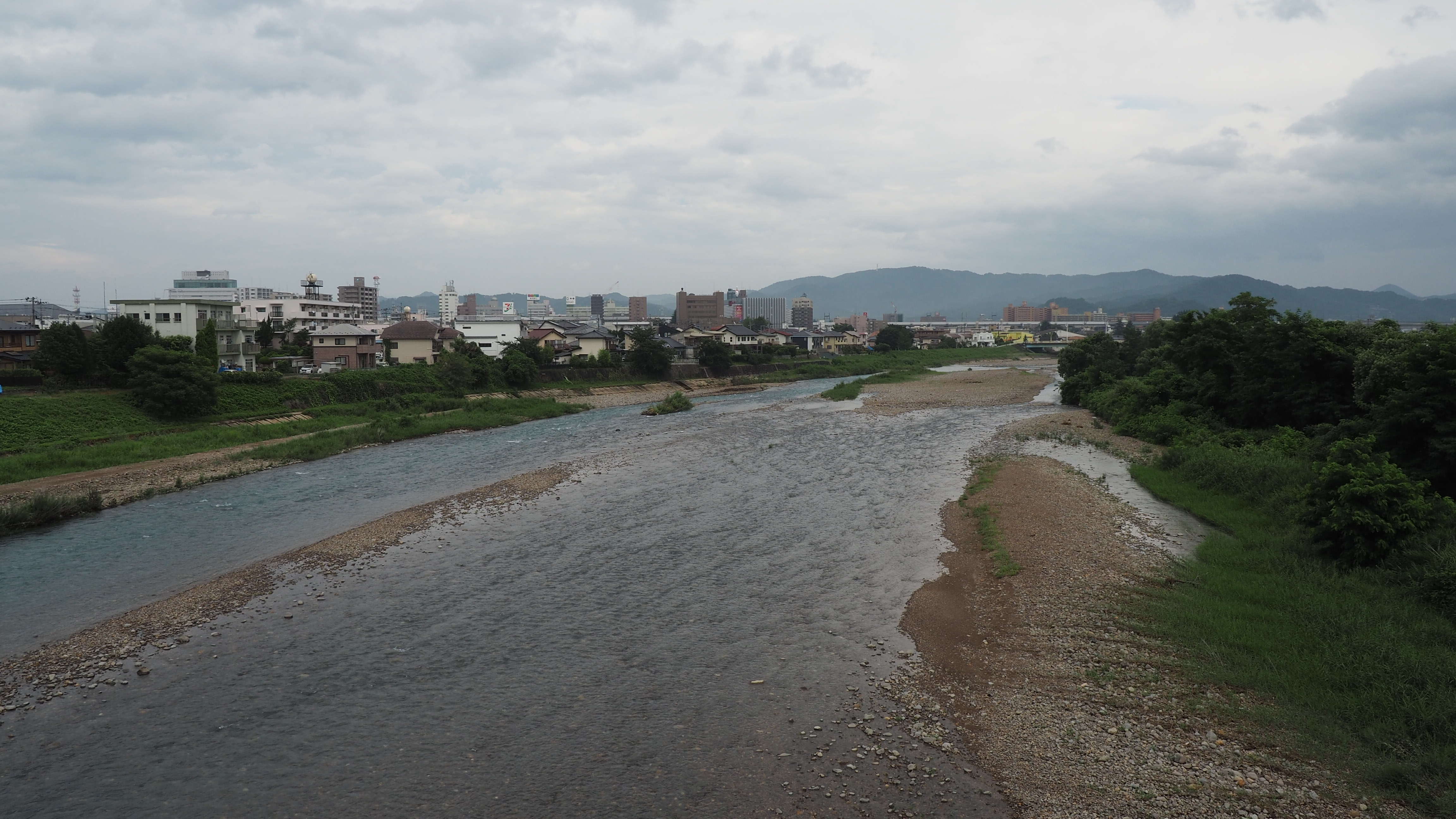
上八木田橋から見た荒川。中央やや左寄り福島駅方面 (2020年8月)
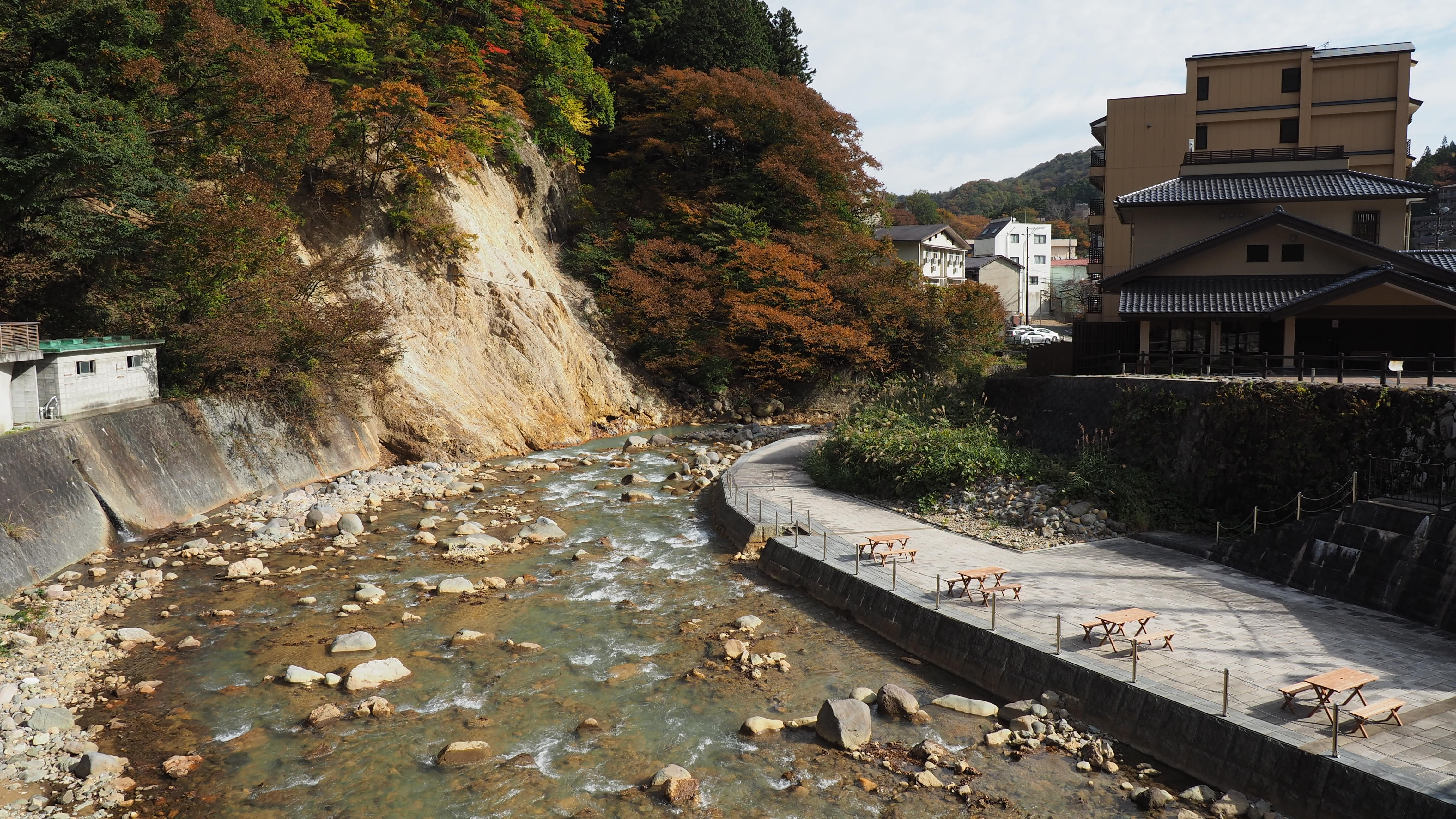
土湯温泉荒川大橋から下流の眺め (2020年11月)

## 周辺施設
- 福島県あづま総合運動公園
- 荒川クリーンセンター
- 福島市国体記念体育館
- 水林自然林